# Dieter Eilts
Dieter Eilts (* 13. Dezember 1964 in Upgant-Schott) ist ein ehemaliger deutscher Fußballspieler und -trainer. Bei der Europameisterschaft 1996 wurde er mit der DFB-Auswahl Europameister.

## Spielerkarriere

### Verein
Eilts begann seine Fußballer-Laufbahn beim SV Hage in Ostfriesland. Von 1985 bis 2002 bestritt er für Werder Bremen insgesamt 390 Bundesligaspiele, in denen er sieben Tore erzielte.
Nachdem er bereits zur Saison 1985/86 zum Profikader der Hansestädter gehört hatte, musste Eilts noch auf die Folgesaison warten, um seinen ersten Profieinsatz im Trikot der Grün-Weißen zu bekommen. Am 17. Spieltag, den 5. Dezember 1986, wechselte ihn Trainer Otto Rehhagel in der 79. Minute für Rudi Völler ein. Sein Premierenspiel wurde mit 0:3 gegen den 1. FC Köln verloren. Zu einem weiteren Einsatz kam Eilts in dieser Spielzeit nicht mehr. Auch 1986/87 stand der damalige Jungspieler im Schatten von Stammkräften wie Günter Hermann, Norbert Meier, Mirko Votava und dem ein Jahr älteren Thomas Wolter. Erst in der Rückrunde der Saison 1988/89 schaffte Eilts den Durchbruch bei den Bremern. Ab dem 24. Spieltag stand er ununterbrochen in der Startformation des SVW und verpasste bis zum Saisonende keine Partie. Außerdem spielte er im DFB-Pokal-Finale gegen Borussia Dortmund, das Werder mit 1:4 verlor. Im Jahr zuvor hatte er mit dem Bremer Team bereits den Gewinn der deutschen Meisterschaft gefeiert, damals aber nur zwei Ligapartien absolviert.
Mit Beginn der Spielzeit 1989/90 bis 2000/01, also über zehn Jahre, war Eilts nicht mehr aus dem Mittelfeldverbund der Bremer wegzudenken. Abgesehen von einer Saison absolvierte er stets mehr als 25 Bundesligapartien pro Jahr für die Norddeutschen. 1990 erreichte die Mannschaft wieder das Finale um den DFB-Pokal; Endspielgegner war der 1. FC Kaiserslautern. Die Bremer, bei denen Eilts wie schon im Vorjahr die vollen neunzig Minuten bestritt, verloren mit 2:3. In der Liga erzielte Eilts am 31. März 1990 seinen ersten von sieben Bundesligatreffern: Im Spiel gegen den Hamburger SV gelang ihm der 2:1-Siegtreffer.
In der UEFA-Pokal-Saison 1989/90 schied Werder Bremen erst im Halbfinale durch ein Heim-1:1 und ein Auswärts-0:0 gegen den AC Florenz aus. Beim 5:1-Erfolg im Achtelfinale gegen den SSC Neapel, mit Diego Maradona im Kader, trug sich Eilts in die Torschützenliste ein und erzielte den letzten Treffer der Begegnung. 1991 waren die Bremer zum dritten Mal in Folge im Finale des DFB-Pokals. Nachdem Eilts die 1:0-Führung erzielt hatte, glich Maurice Banach für den 1. FC Köln aus, so dass das Elfmeterschießen entscheiden musste. Dort setzten sich die Werderaner durch und Eilts gewann im dritten Anlauf zum ersten Mal den deutschen Cup.
Damit qualifizierte sich der Verein für den Europapokal der Pokalsieger 1991/92. Über den FC Bacău, Ferencváros Budapest, Galatasaray Istanbul und FC Brügge fand Werder den Weg ins Endspiel, in dem man AS Monaco gegenübertreten musste. Nachdem Eilts im Halbfinale gegen Brügge wegen einer Rotsperre gefehlt hatte, stand er gegen den französischen Vertreter in der Startformation. Bremen entschied das Spiel mit 2:0 für sich und Eilts gewann seinen ersten und einzigen internationalen Vereinstitel.
1994 und 1999 wiederholten sich die Triumphe im deutschen Pokalwettbewerb. In beiden Spielen war er die volle Spielzeit aktiv. Bereits 1993 wurde der deutsche Meistertitel ein zweites Mal gewonnen. In der Saison 2001/02 stand Eilts zwar noch im Kader der Bremer, kam aber nicht über vier Partien an den ersten vier Spieltagen der Saison. Sein letztes Bundesligaspiel bestritt der Defensivspieler am 18. August 2001 gegen den TSV 1860 München.

### Nationalmannschaft
Seit 1993 gehörte Dieter Eilts zum weiteren Kreis der Nationalmannschaft. Berti Vogts stellte den Mittelfeldspieler erstmals am 18. Dezember 1993 im Freundschaftsspiel gegen die USA auf. Der Durchbruch im deutschen Team gelang ihm in der Saison 1995/1996. Bei der Fußball-Europameisterschaft 1996 in England galt er als wesentliche Stütze der deutschen Mannschaft, die zum dritten Mal die Europameisterschaft gewann, und wurde in das UEFA Allstars-Team dieses Turniers gewählt.
Für den Gewinn der Fußballeuropameisterschaft 1996 erhielt er – zusammen mit der Mannschaft – 1996 von Bundespräsident Herzog das Silberne Lorbeerblatt.
Insgesamt bestritt Eilts bis 1997 31 Länderspiele. Sein letztes Spiel absolvierte er im Qualifikationsspiel für die Fußball-Weltmeisterschaft 1998 am 7. Juni 1997 gegen die Ukraine.
Bekannt wurde Eilts durch seine rustikale Spielweise; seine Laufbereitschaft und seine Zweikampfstärke waren enorm. Er galt als Zerstörer, als Abräumer vor der eigenen Abwehr, der den gegnerischen Spielmacher stets im Blick hatte, um schließlich mit seinen Grätschen und Balleroberungen entnervte Gegner zu hinterlassen.

## Erfolge als Spieler

### Verein
- Deutscher Meister mit Werder Bremen: 1988, 1993
- DFB-Pokalsieger mit Werder Bremen: 1991, 1994, 1999
- Europapokal der Pokalsieger mit Werder Bremen: 1992

### Nationalmannschaft
- Europameister 1996

### Individuell
- Bremer Sportler des Jahres: 1995
- UEFA Allstars-Team der Europameisterschaft 1996.

## Trainerkarriere
Nachdem Eilts im Anschluss an seine aktive Spielerkarriere zunächst für ein Jahr als Trainer der A-Jugend Werder Bremens fungiert hatte, wurde er zum 1. Juli 2003 Trainer der deutschen U19-Nationalmannschaft. Ab dem 6. August 2004 war er Trainer der deutschen U21-Nationalmannschaft und qualifizierte sich mit ihr zuletzt für die Endrunde der Europameisterschaft 2009. Dennoch wurde er Anfang November 2008 von diesem Amt entbunden, wobei unterschiedliche Auffassungen über Spielphilosophie und Arbeitsweise der Auswahlmannschaften als Gründe angegeben wurden.
Am 20. November 2008 löste der DFB den Vertrag mit Dieter Eilts schließlich offiziell auf, so dass dieser einen Tag später den Posten des Cheftrainers beim Zweitligisten Hansa Rostock übernehmen konnte. Als Nachfolger Frank Pagelsdorfs sollte er den erst in der Vorsaison aus der Bundesliga abgestiegenen Verein ab dem 14. Saison-Spieltag aus dem Mittelfeld der zweiten Liga in die oberen Tabellenhälfte führen. Nach der Auswärtsniederlage am 6. März 2009 gegen den FC St. Pauli wurde er jedoch beurlaubt, nachdem er in elf Pflichtspielen lediglich einen Sieg und zwei Unentschieden hatte verbuchen können, weshalb der Verein bis auf den vorletzten Tabellenplatz zurückgefallen war.
Seit Januar 2011 arbeitete Dieter Eilts beim Oberligisten VfL Oldenburg als Jugendkoordinator. Zu seinem Aufgabenfeld gehörte es unter anderem, sich um den Trainernachwuchs zu kümmern. Anfang 2012 kehrte er, unter Beibehaltung seiner Oldenburger Tätigkeit, zu Werder Bremen zurück. Dort übernahm er die Leitung der neu entstandenen vereinseigenen Fußballschule zur Ausbildung von Jugendfußballspielern im Alter von 6 bis 13 Jahren. Ein nochmaliges Trainer-Engagement im Profibereich schloss er aus. Im Juli 2018 beendete er die Tätigkeit bei Werder.

## Weiterer Werdegang
Im August 2018 begann Eilts eine Tätigkeit als Angestellter im offenen Ganztag in der Kindertagesbetreuung an der Freien Evangelischen Bekenntnisschule Bremen. Er unterstützt als Betreuer an der Grundschule Schüler bei den Hausaufgaben und offeriert ihnen mit seinen Kollegen Bastel- und Sportangebote.
Im Oktober 2018 wurde er festes Mitglied der Mein-Werder-Redaktion des Bremer Weser-Kurier.

## Persönliches
Eilts lebt in Bremen und hat zwei Töchter.
Er ist einer von aktuell acht Ehrenspielführern von Werder Bremen und wurde 1995 Bremer Sportler des Jahres. Aufgrund seiner starken Leistungen während der Fußball-EM 1996 in England wurde in der Presse als Lord Eilts benannt. Weitere Spitznamen lauteten Eisendieter , Ostfriesen-Alemão und Staubsauger. Für seine Verdienste um den Sport in Niedersachsen wurde er in die Ehrengalerie des Niedersächsischen Instituts für Sportgeschichte aufgenommen.